# جان داروال-اسمیت
جان داروال-اسمیت (انگلیسی: John Darwall-Smith؛ ۱۲ آوریل ۱۹۱۲ – ۲۲ ژوئن ۱۹۷۶) بازیکن کریکت بود.
از باشگاه‌هایی که در آن بازی کرده‌است می‌توان به باشگاه فوتبال کورینتیان اشاره کرد.